# Larifuga granulosus
Larifuga granulosus is een hooiwagen uit de familie Triaenonychidae. De originele naamcombinatie (protoniem) was Larifuga granulosa Lawrence, 1931, zoals overgenomen in verschillende publicaties, bijv. Staręga 1992. Omdat het geslacht echter een mannelijk zelfstandig naamwoord is, werd het achtervoegsel van de soortnaam vervolgens gewijzigd om overeen te komen met het mannelijke geslacht, per Kury & Mendes 2020. Na 2023 de geldige combinatie is Larifuga granulosus Lawrence, 1931.